# レモン・ジェリー
レモン・ジェリー（Lemon Jelly）は、イギリスの音楽グループ。幼なじみ同士であるフレッド・ディーキンとニック・フラングリンによって結成されたデュオ。

## 概要
フレッド・ディーキンは自身のクラブを経営し、DJとしても活躍する一方、デザイン事務所「エアサイド」でグラフィック・デザイナーとしても活躍している。一方、フレッドの幼なじみであったニック・フラングリンは、庭園の設計士として活躍する傍ら、スタジオ・プログラマーとしても活動し、ビョークやプライマル・スクリーム、スパイス・ガールズなどの作品を手がけている。2人が偶然にクラブで再会して意気投合したことがきっかけとなり、1998年にレモン・ジェリーを結成。結成当時2人とも30歳を過ぎており、商業的なヒットやポップスターとしての名声などを求めない「趣味のユニット」として始動した。
1998年から2000年にかけて3枚のEPを枚数限定でリリースしていたが、それらの音源をまとめたアルバム『レモンジェリー ドット ケーワイ』がリリースされたことで注目を集め、続くアルバム『ロストホライズン』のリリースにつながった。このアルバムは数々の音楽誌などで高い評価を得た。また同アルバムからシングル・カットされた「Space Walk」と「Nice Weather For Ducks」が、マーキュリー賞とブリット・アワードにノミネートされた。

## メンバー
- フレッド・ディーキン（Fred Deakin） - DJなどを担当。グラフィック・デザイナーでもある[1]。
- ニック・フラングリン（Nick Franglen） - プログラムなどを担当。

## ディスコグラフィ

### アルバム
- 『レモンジェリー ドット ケーワイ』 - Lemonjelly.ky (2000年) ※コンピレーション
- 『ロストホライズン』 - Lost Horizons (2002年)
- 『シックスティフォー・トゥ・ナインティファイヴ』 -  '64–'95 (2005年)

### EP
- The Bath (1998年)
- The Yellow (1999年)
- The Midnight (2000年)

### シングル
- "Soft/Rock" (2001年)
- "Space Walk" (2002年)
- "Nice Weather for Ducks" (2003年)
- "Rolled/Oats" (2003年)
- "Stay with You" (2004年)
- "The Shouty Track" (2005年)
- "Make Things Right" (2005年)